# Horst Ebert (Musiker)
Horst Ebert (* 10. Oktober 1943 in Schrecksbach; † 12. Oktober 2014 in Kassel) war ein deutscher Musiker. Er war mit seinem Bruder Klaus Ebert Gründungsmitglied der Beat- und Rockband The Petards. Der Sänger und Gitarrist war auch Komponist, Arrangeur und Bandmanager.

## Leben
Horst Ebert war der Sohn eines Arztes in Schrecksbach. Er besuchte das Gymnasium der Melanchthon-Schule Steinatal. 1960 gründete er seine erste Schülerband. Er nahm in dieser Zeit Klavier- und Klarinettenunterricht und brachte sich autodidaktisch das Gitarrenspiel bei. 1961 wurde er Mitglied der Schülerband Magic Stompers, die sich dem Dixieland und ab 1962 dem Twist und der Beatmusik verschrieb. Seine musikalischen Vorbilder waren The Shadows und The Beatles. Es folgte 1963 ein Namenswechsel der Magic Stompers, die sich wahlweise Lemon Drops oder Blizzards nannten. Die Bands coverten ausschließlich englische und amerikanische Erfolgstitel. 
1964 stieß Horst Ebert in einem Englischwörterbuch auf den Bandnamen The Petards (‚Knallfrösche‘), die er susammen mit Klaus Ebert (Gitarre, Gesang), Hans-Jürgen Schreiber (Schlagzeug) und Rüdiger Waldmann (Bass) gründete. 1966 erschien die erste Single mit den Titeln Baby Run, Run, Run und Pretty Miss, die er zusammen mit seinem Bruder Klaus geschrieben hatte. 1967 traten The Petards in der Stadthalle Kassel, im Kettel-Club und im Talentschuppen auf. Durch den Fernsehauftritt wurde die Band überregional bekannt. 1968 organisierte Horst Ebert das 1. Deutsche Undergroundfestival auf Burg Herzberg. Nach über 1000 Auftritten, 5 Langspielplatten und 12 Singles lösten sich The Petards 1972 auf.
Nach der Auflösung der Band setzte Horst Ebert sein 1965 begonnenes Mathematikstudium an der Philipps-Universität Marburg fort. Anschließend zog er nach Kassel und arbeitete als Computerfachmann bei Wintershall in Kassel.